# خط لوله ترانس آدریاتیک
خط لوله ترانس آدریاتیک (ترکی آذربایجانی: Trans Adriatik Boru Xətti) خط لوله انتقال گاز طبیعی به طول ۸۷۸ کیلومتر است، که از میدان گازی شاه دنیز در جمهوری آذربایجان آغاز شده و پس از گذر از یونان و آلبانی، در ایتالیا پایان می‌یابد.